# Территориальная прелатура Чукибамбилья
Территориальная прелатура Чукибамбилья (лат. Territorialis Praelatura Chuquibambillensis) — территориальная прелатура Римско-католической церкви с центром в городе Чукибамбилья, Перу. Территориальная прелатура Чукибамбилья входит в митрополию Куско. 

## История
26 апреля 1968 года Святой Престол учредил территориальную прелатуру Чукибамбилья, выделив её из епархии Абанкая.

## Ординарии территориальной прелатуры
- епископ Lorenzo Miccheli Filippetti (12.08.1976 — 16.07.1986);
- епископ Domenico Berni Leonardi (29.03.1989 — 24.04.2018, в отставке);
  - епископ Edinson Edgardo Farfán Córdova, O.S.A. (24.04.2018 — 7.12.2019 — назначен прелатом) (апостольский администратор);
- епископ Edinson Edgardo Farfán Córdova, O.S.A. (7.12.2019 — по настоящее время).

## Источник
- Annuario Pontificio, Ватикан, 2005.